# Malé Ludince
Malé Ludince (in ungherese Kisölved) è un comune della Slovacchia facente parte del distretto di Levice, nella regione di Nitra.